# Eduard Williger
Eduard Williger (* 10. Oktober 1899 in Breslau; † 27. Juli 1932 in Köln) war ein deutscher Klassischer Philologe.

## Leben
Eduard Williger, der Sohn des gleichnamigen Provinzialrentmeisters, besuchte das Elisabeth-Gymnasium in Breslau und studierte ab dem Sommersemester 1917 Klassische Philologie an der Universität Breslau. Bereits als Student arbeitete er in der Redaktion der Zeitschrift Glotta, deren Herausgeber Wilhelm Kroll sein akademischer Mentor wurde. Am 25. November 1922 wurde Williger bei ihm mit einer religionswissenschaftlichen Arbeit promoviert, die in der Reihe Religionsgeschichtliche Versuche und Vorarbeiten erschien. Am 24. Februar legte Williger das Erste Staatsexamen in den Fächern Latein, Griechisch und Evangelischer Religion ab.
Ab dem 1. April 1923 absolvierte Williger sein Vorbereitungsjahr am Friedrichs-Gymnasium in Breslau. 1924 ging er als Assistent an das Seminar für Klassische Philologie der Universität zu Köln, wo er mit Josef Kroll und Günther Jachmann zusammenarbeitete. 1927 habilitierte er sich mit der Schrift Sprachliche Untersuchungen zu den Komposita der griechischen Dichter des 5. Jahrhunderts.
Am 27. Juli 1932 nahm sich Williger aus ungeklärten Gründen das Leben.

## Veröffentlichungen (Auswahl)
- Hagios. Untersuchungen zur Terminologie des Heiligen in der hellenisch-hellenistischen Religionen, Religionsgeschichtliche Versuche und Vorarbeiten 19, 1, Töpelmann, Giessen 1922 (= Dissertation)
- Sprachliche Untersuchungen zu den Komposita der griechischen Dichter des 5. Jahrhunderts, Forschungen zur griechischen und römischen Grammatik 8,  Vandenhoeck & Ruprecht, Göttingen 1928 (= Habilitationsschrift)